# Kirpalani
Kirpalani NV, oorspronkelijk Kirpalani United Co. (KUCO), is een van de oudste en grootste warenhuizen in Suriname. Anno 2024 heeft Kirpalani drie vestigingen en een distributiecentrum in Paramaribo.

## Geschiedenis
Kirpalani werd op 21 augustus 1936 geopend als textielwinkel op de hoek van de Jodenbreestraat en de Maagdenstraat. De oprichter, die de Nederlandse taal niet machtig was, liet de openingsceremonie uitvoeren door de heer Biswamitre. In de beginjaren had het bedrijf zijn hoofdkantoor in Bombay (India) en een exportkantoor in Japan. Het assortiment groeide gestaag en werd uitgebreid met diverse artikelen zoals kleding, huishoudelijke artikelen en zelfs auto's.
De zaak hield in beginjaren jaarlijks een uitverkoop onder de noemer opheffingsuitverkoop. In 1948 werd Kirpalani United Co. gewijzigd in Kirpalani NV. Het huurpand werd in 1950 gekocht en vervangen door betonnen nieuwbouw. In de loop van de jaren werd het assortiment uitgebreid, met rond 1950 ook de verkoop van auto's van het merk Austin.
Op 7 september 1969 voltrok gouverneur Johan Ferrier de officiële opening van een modern nieuw gebouw aan de Domineestraat Dit gebouw is met vierduizend vierkante meter een keer zo groot als het andere pand en beschikt over roltrappen. Bij het bedrijf werkten op dat moment inmiddels 520 mensen. Sindsdien heeft het bedrijf meerdere filialen geopend, waaronder een superstore aan de Johan Adolf Pengelstraat in 2017. Alle vestigingen zijn in deze jaren rolstoelvriendelijk en voorzien van roltrappen en liften.
Er volgden nog meer vestigingen en bij het 85-jarig bestaan in 2021 waren er elfhonderd mensen in dienst. Het bedrijf deed ook investeringen in andere sectoren als aardolie, koelkasten van Sampa, de bouw van huizen en projectontwikkeling. 

## Missie en Visie
Kirpalani streeft naar een breed assortiment aan kwaliteitsproducten, goede klantenservice en betaalbare prijzen.

## De Kirpalani Stichting (Foundation)
In 1986, ter gelegenheid van het 50-jarig bestaan, werd de start gemaakt met de activiteiten van de Kirpalani Stichting, die formeel werd officieel opgericht op 18 februari 1988. De stichting verleent financiële en materiële ondersteuning aan organisaties die bijdragen aan sociale doelen zoals gezondheidszorg, onderwijs, milieu en maatschappelijk welzijn.
In 1986 schonk de Kirpalani Stichting een totaalbedrag van 500.000 Surinaamse gulden aan 23 instellingen. Sindsdien heeft de stichting honderden donaties gedaan aan diverse organisaties. Van kinder- en senioren tehuizen tot scholen en andere maatschappelijke instellingen, velen hebben met succes een beroep kunnen doen op deze steun.

### Projecten en donaties
- Het Academisch Ziekenhuis Paramaribo (AZP) ontving een scanning laser polarimeter en twee complete spleetlampen.
- Het Diakonessenhuis kreeg financiële steun voor projecten zoals de renovatie van het dak van de herenafdeling en de bouw van een uitslaapruimte voor patiënten na maag- en darmonderzoek.
- De Medische Zending ontving placentabakken.
- De Nierdialyse Stichting werd voorzien van bloeddrukmeters.
- Diverse scholen ontvingen steun voor renovaties en uitbreidingen.
- Organisaties die zich richten op pleegzorg en de begeleiding van drugsverslaafden kregen financiële hulp.
- Een bijdrage werd geleverd aan de slachtoffers van de aardbeving in Haïti.
- Stichting Betheljada ontving hulp voor het tehuis, waaronder de aanschaf van een automatische wasmachine en werkkleding voor het personeel.
- Oprichting Suriname Eye Center, Kirpalani-Iamgold Eye Hospital op 28 juli 2022 werd geopend, samen met Iamgold, het AZP en de Nationale Ontwikkelingsbank.